# Jean Bourdelle
 (décembre 2018).
Si vous disposez d'ouvrages ou d'articles de référence ou si vous connaissez des sites web de qualité traitant du thème abordé ici, merci de compléter l'article en donnant les références utiles à sa vérifiabilité et en les liant à la section « Notes et références ».
Jean Bourdelle, né le 19 mars 1947 à Brive-la-Gaillarde en Corrèze dans une famille aux origines partagées entre la Basse-Corrèze et la Haute-Vienne, et mort à Nanterre, dans les Hauts-de-Seine, le 9 janvier 2006, est un écrivain et journaliste français.
Il suit une formation d'électro-technicien à Brive. Il exerce  au service des eaux et de l'assainissement de Brive-la-Gaillarde. 
Militant au PCF, il écrit un peu pour la presse communiste locale avant de se décider, en 1968, à devenir journaliste professionnel. 
Entré à l'Echo du Centre en 1968 à Brive puis à Limoges, il devient chef du bureau parisien de la Marseillaise et de l'écho du Centre (1974-1989) où il fut journaliste parlementaire. 
En 1984 il publie un récit de la vie ouvrière à Limoges entre 1870 et 1919, largement illustré par des cartes postales d'époque  (prix du livre cartophile 1985) .  
Il crée le bimestriel de vulgarisation scientifique  Écologia (1992-1994) et participe à la fondation de l'Association des journalistes de l'environnement (AJE). 
Journaliste indépendant, il publie plusieurs carnets nature aux éditions du Chêne.  
En 1998, il devient rédacteur en chef du Journal des Maires, poste qu'il quitte en juillet 2005.
Il meurt subitement à son domicile, en plein travail devant son écran d'ordinateur. 

## Œuvres
- Limoges, 1870-1919, la mémoire ouvrière, 1984, éd. Pierre Fanlac).
- Carnets Nature, aux éditions du Chêne : 
  - Les clés de la météo
  - La nature en bord de mer
  - Les champignons
  - Découvrir la forêt